# Торговая площадь (Турку)
Торго́вая пло́щадь Ту́рку (фин. Turun kauppatori, швед. Salutorget) — центральная площадь Турку, с севера ограничена улицей Юлиопистонкату (фин. Yliopistonkatu), с юга — Эрикинкату (фин. Erikinkatu), с запада — Ауракату (фин. Aurakatu) и востока — Кауппиаскату (фин. Kauppiaskatu).

## История
В генеральном плане города Турку, разработанном в 1828 году архитектором Карлом Людвигом Энгелем, планировалось устроение в городе восьми площадей, как многофункциональных сооружений, выполняющих в том числе и противопожарную функцию (площади могли стать местом спасения людей от огня). Однако, лишь половина этого проекта была реализована.
Перерабатывая прежний генеральный план города, созданный ещё при Пере Браге, К. Л. Энгель увеличил одно из открытых пространств почти вдвое, превратив прямоугольник размером 160 х 170 саженей в квадрат. По своему расположению в архитектурном пространстве Турку этот «квадрат» стал новым важнейшим общественным центром — Торговой площадью. По проекту К. Л. Энгеля сюда планировалось перенести ратушу, но вместо неё по оси северо-западной границы площади по приказу императора от 5 января 1838 года предписывалось возвести православный храм, расходы на строительство которого приняло на себя государство.
На юго-западном углу Торговой площади в 1837—1838 годах по проекту Пера Юхана Гюлиха и К. Л. Энгеля возвели здание Шведского театра. Православная церковь в честь святой мученицы Александры и здание театра навсегда определили индивидуальный характер Торговой площади Турку.
Слева от православного храма с отступом в глубь квартала в 1876—1877 годах по проекту Акселя и Ялмара Кумлиен (Axel ja Hjalmar Kumlien) построили гостиницу «Феникс» (Hotelli Phoenix), которая в конце XIX века стала университетским зданием. Справа от церкви также со сдвижкой в глубину квартала построили школу. В 1959 году оба здания снесли и построили новые. Одно из зданий выше другого, в связи с чем целостность архитектурной составляющей площади нарушилась.
На северо-восточной стороне площади в 1890 году появился жилой дом с магазинами, созданный по проекту Карла Виктора Рейнуса. Фасад здания отличался пышными формами неоренессанса конца XIX века. Владельцами дома были сыновья торгового советника Густава Адольфа Линдблума. В 1960 году дом снесли и построили новые здания, в том числе универмаг «Виклунд» фин. Wiklund) — символы финской функциональной архитектуры XX века.
Юго-восточный угол площади композиционно закрепило здание ресторана. В 1903—1904 годах его удачно реконструировали в стиле национального романтизма по проекту архитектора Фритьофа Странделла. В 1977 г. оно было почти целиком снесено (остался лишь небольшой фрагмент, выходящий на улицу Кауппиаскату).
Старая площадь на левом берегу реки Ауры, у Кафедрального собора с начала XX века теряет функции городского центра.

## Площадь в XX веке
В мае 1924 году состоялась юбилейная выставка художественного общества Турку, на которой особый интерес вызвал эскизный проект Брюгмана по развитию главной Торговой площади. С помощью перспективных рисунков и моделей архитектор показал, как с помощью низких торговых лоджий на северной границе площади можно улучшить её композицию и подчеркнуть значимость православного храма-ротонды работы К. Л. Энгеля. Замысел архитектора воплощен в жизнь не был.
В 1926 году администрация Турку объявила нелепый конкурс на проектирование в центре Торговой площади монументального и многофункционального здания, которое должно было совмещать торговые помещения с общественным туалетом. Планы не увенчались успехом.
Самым крупным мероприятием по улучшению Торговой площади города стали работы по созданию Ганза-квартала. Жилой квартал, фланкирующий площадь с юго-запада, в 1980-е годы был санирован, преобразован в многофункциональную структуру. Между старыми зданиями созданы торговые коридоры, связывающие внутренние перекрытые дворы. Здесь разместилось около 150 магазинов и коммерческих помещений. Ко времени завершения квартала он стал самым большим в Скандинавии. Генеральным проектировщиком Канза-квартала выступило архитектурное бюро Касагранде и Харома, но участвовали также архитектурная мастерская Лукандер и Вахтера и бюро Вейо Кахра и компания.
В 1991 году на северной окраине площади рядом с православным храмом появилось здание концерна Сампо-Торинкулма. Конкурс на застройку этого очень сложного и ответственного участка выиграла мастерская Пекка Питкянена.
В утреннее время (Пн.-Пт 7-18, Сб. 7-15) на площади осуществляется торговля продуктами сельского хозяйства, легкой промышленности, цветами, привозимыми из близлежащих к Турку регионов фермерами и частными производителями. В праздничные и выходные дни на площади проводятся гулянья, устраиваются концерты. Под Торговой площадью построена крупная автостоянка.

## Галерея
- Торговая площадь в наше время
- Шведский театр
- Vappu 1 мая 2007 года
- Vappu 1 мая 2007 года
- Цветочный ряд и церковь св. мч. Александры
- Конная полиция
- Площадь ночью
- Вид на гостиницу Hamburger börs
- Вид на Sokos Wiklund,